# Eve Best
Emily "Eve" Best (Londres, 31 de julho de 1971), é uma atriz e diretora britânica de teatro e cinema, conhecida por seus papéis na televisão como Dra. Eleanor O'Hara na série Nurse Jackie do Showtime (2009-2013), primeira-dama Dolley Madison no especial de televisão American Experience (2011) e Monica Chatwin na minissérie da BBC The Honourable Woman (2014). Ela também interpretou Wallis Simpson no filme de 2010, O Discurso do Rei.
Best ganhou o Prêmio Olivier de Melhor Atriz em 2005 por interpretar o papel-título em Hedda Gabler. Ela fez sua estréia na Broadway na remontagem de 2007 de "A Moon for the Misbegotten", ganhando o Drama Desk Award de Melhor Atriz em uma Peça e recebendo a primeira de duas indicações para o Tony de Melhor Atriz em uma Peça; o segundo foi para o revival de "The Homecoming" em 2008. Ela voltou à Broadway em 2015 no revival de "Old Times".

## Biografia

### Infância e educação
Best cresceu em Ladbroke Grove, Londres, filha de um jornalista de design e uma atriz. Ela frequentou a Wycombe Abbey Girls School antes de ir para o Lincoln College, em Oxford. Algumas de suas primeiras apresentações públicas foram com a companhia de ópera infantil W11 Ópera, em Londres, aos nove anos. Depois de se formar em Oxford, onde apareceu nas produções da Oxford University Dramatic Society e viajou para o Festival de Edimburgo, ela fez sua estreia profissional como Beatrice em "Muito Barulho por Nada" no Southwark Playhouse.

## Carreira
Após um período trabalhando na periferia de Londres, Best se formou na Royal Academy of Dramatic Art (RADA) em Londres. Após se formar em 1999, ela apareceu em um revival de "É uma pena que ela seja uma prostituta" no Young Vic, pelo qual ganhou os prêmios Evening Standard e Critics' Circle de melhor estreante; ela adotou o nome de sua avó como um nome artístico, pois Emily Best já estava registrada na British Actors Equity Association.
Best ganhou o prêmio Laurence Olivier por interpretar o papel-título em "Hedda Gabler" e foi indicada ao mesmo prêmio no ano seguinte por sua atuação como Josie na peça de Eugene O'Neill, "A Moon for the Misbegotten", no teatro Old Vic em Londres.
No início de 2007, ela estrelou a produção do Sheffield Crucible de "As You Like It" que tocou por um curto período no Swan Theatre da RSC em Stratford como parte de sua temporada Complete Works. No mesmo ano, ela atuou na transferência da Broadway de "A Moon for the Misbegotten", pelo qual foi indicada ao prêmio Tony de Melhor Atriz em uma Peça.
Best apareceu em Harold Pinter's "The Homecoming" no Cort Theater, em Nova Iorque, que co-estrelou Ian McShane, Raúl Esparza e Michael McKean. Daniel Sullivan dirigiu o contrato limitado de 20 semanas, que durou até 13 de abril de 2008. Ela apareceu mais uma vez como Beatrice em uma produção aclamada pela crítica, "Muito Barulho por Nada" no Shakespeare's Globe Theatre em 2011,  atuando ao lado de Charles Edwards como Benedick e estrelou a produção do Old Vic de "The Duchess of Malfi" em 2012. Ela fez sua estréia na direção com uma produção de Macbeth no Shakespeare's Globe Theatre em 2013.
As participações na televisão incluem Prime Suspect: The Final Act (2006), Waking the Dead (2004), Shackleton (2002) e The Inspector Lynley Mysteries (2005).
Ela aparece como Lucrécia no Naxos, na versão emaudiobook de Shakespeare's "A Violação de Lucrécia". Ela também estrelou em 2000 uma produção de Emma na BBC Radio 4.
Best, coprotagonista como Dra. Eleanor O'Hara no Showtime na comédia de humor negro, Nurse Jackie, que estreou em junho de 2009. Ela interpretou a duquesa de Windsor, Wallis Simpson em O Discurso do Rei, estrelado por Colin Firth e Geoffrey Rush.
Best também coprotagonista como Sally Ride, a primeira mulher americana no espaço, ao lado de William Hurt em The Challenger Disaster. No verão de 2014, Best interpretou Cleópara, o papel principal na versão do Shakespeare Globe de Antony and Cleopatra. Ela voltou à Broadway na revivificação de 2015 da peça Pinter Old Times, contracenando com Clive Owen e Kelly Reilly.

## Filmografia

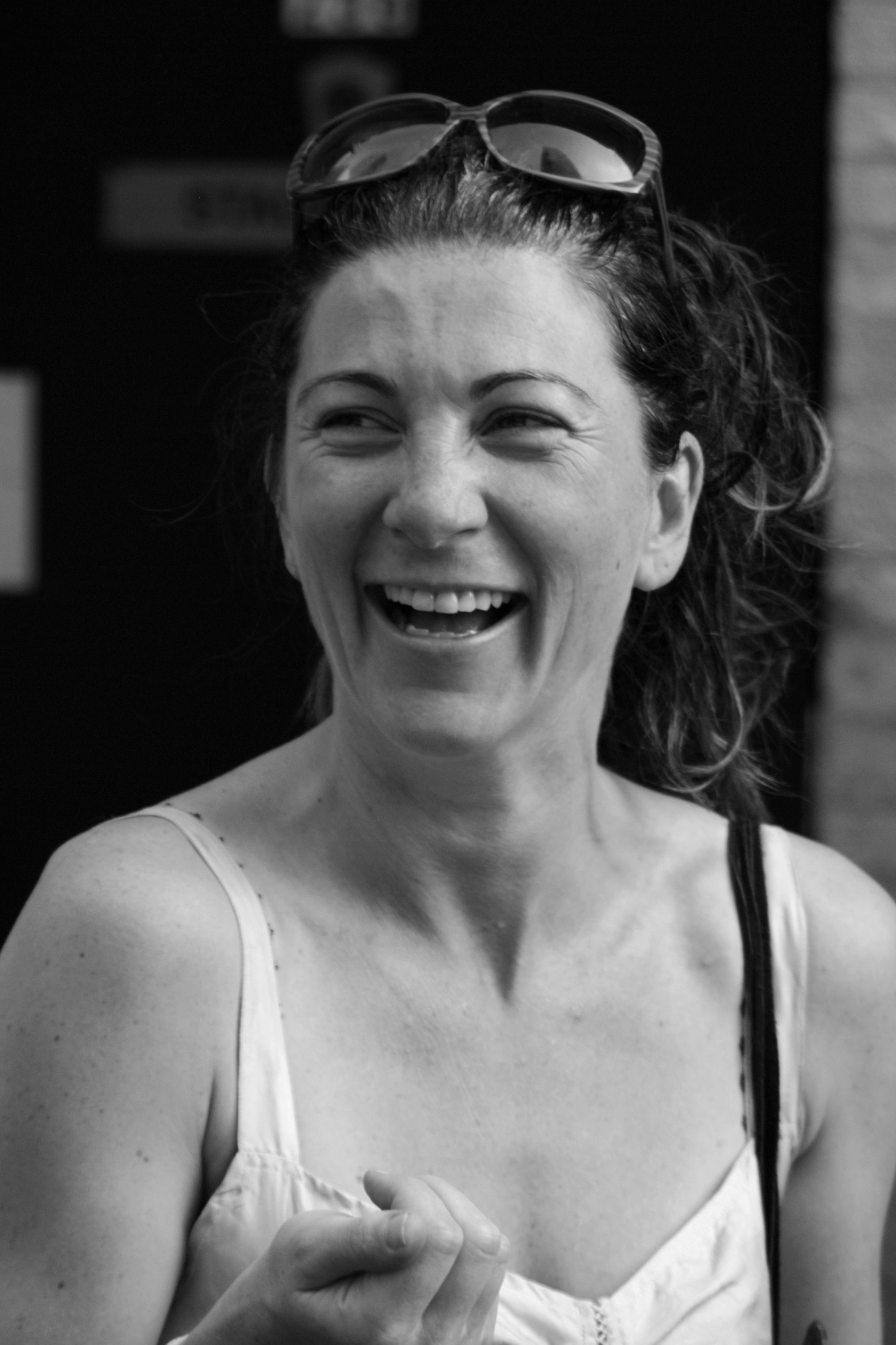
Best, depois de se apresentar em "A Moon for the Misbegotten" na cidade de Nova Iorque, 27 de maio de 2007

### Filmes
| Ano  | Título                   | Papel              | Notas        |
| ---- | ------------------------ | ------------------ | ------------ |
| 2001 | Brilliant!               | Nina               |              |
| 2002 | Shackleton               | Eleanor Shackleton |              |
| 2004 | The Lodge                | Yuni               |              |
| 2010 | The King's Speech        | Wallis Simpson     |              |
| 2014 | Someone You Love         | Kate               |              |
| 2014 | Unity                    | Narradora          | Documentário |
| 2018 | A Woman of No Importance | Sra. Arbuthnot     |              |

### Televisão
| Ano             | Título                             | Papel               | Notas                                                    |
| --------------- | ---------------------------------- | ------------------- | -------------------------------------------------------- |
| 2000            | The Bill                           | Anne                | Episódio: Beasts                                         |
| 2000            | Casualty                           | Amber Hope          | Episódio: Seize the Night                                |
| 2001            | The Infinite Worlds of H. G. Wells | Ellen McGillvray    | Minissérie de TV                                         |
| 2004            | Waking the Dead                    | Natasha Bloom       | Episódio: Shadowplay: Parte 1                            |
| 2004            | Lie With Me                        | Roselyn Tyler       | Minissérie de TV                                         |
| 2005            | The Inspector Lynley Mysteries     | Amanda Gibson       | Episódio: In Divine Proportion                           |
| 2006            | Prime Suspect: The Final Act       | Linda Philips       |                                                          |
| 2006            | Vital Signs                        | Sarah Cartwright    | 6 episódios                                              |
| 2009–2013, 2015 | Nurse Jackie                       | Dra. Eleanor O'Hara | Elenco principal (temporada 1-5) Convidado (temporada 7) |
| 2010            | American Experience                | Dolley Madison      | Episódio: Dolley Madison                                 |
| 2010            | The Shadow Line                    | Petra Mayler        | 3 episódios                                              |
| 2012            | Up All Night                       | Yvonne Encanto      | Episódio: New Boss                                       |
| 2013            | The Challenger                     | Sally Ride          |                                                          |
| 2014            | New Worlds                         | Angelica Fanshawe   | Episódio 1–3                                             |
| 2014            | The Honourable Woman               | Monica Chatwin      | Episódio 1–8                                             |
| 2015            | Life in Squares                    | Vanessa Bell        |                                                          |
| 2016            | Stan Lee's Lucky Man               | Anna Clayton        | Elenco principal                                         |
| 2021            | Fate: The Winx Saga                | Farah Dowling       | Série regular                                            |
| 2022            | House of The Dragon                | Rhaenys Targaryen   | Elenco principal                                         |

### Teatro
| Ano     | Título                     | Papel          | Localização                                             |
| ------- | -------------------------- | -------------- | ------------------------------------------------------- |
| 1995    | Much Ado About Nothing     | Beatrice       | Southwark Playhouse, Londres                            |
| 1996    | Sisters, Brothers          |                | Gate Theatre, Londres                                   |
| 1999    | 'Tis Pity She's a Whore    | Annabella      | Young Vic, Londres                                      |
| 2000    | The Heiress                | Catherine      | Royal National Theatre, Londres                         |
| 2000    | The Cherry Orchard         | Varya          | Royal National Theatre, Londres                         |
| 2001    | Macbeth                    | Lady Macbeth   | Shakespeare's Globe, Londres                            |
| 2002    | The Misanthrope            | Jennifer       | Chichester Festival Theatre                             |
| 2002    | The Coast of Utopia        | Liubov Bakunin | Royal National Theatre, Londres                         |
| 2003    | Three Sisters              | Masha          | Royal National Theatre, Londres                         |
| 2003    | Mourning Becomes Electra   | Lavinia Mannon | Royal National Theatre, Londres                         |
| 2005    | Hedda Gabler               | Hedda          | Almeida, Londres e Duke of York's Theatre, Londres      |
| 2006–07 | A Moon for the Misbegotten | Josie          | Old Vic, Londres e Brooks Atkinson Theatre, Nova Iorque |
| 2007    | As You Like It             | Rosalind       | Sheffield Crucible e Swan Theatre (Stratford)           |
| 2007–08 | The Homecoming             | Ruth           | Cort Theatre, Nova Iorque                               |
| 2011    | Much Ado About Nothing     | Beatrice       | Shakespeare's Globe, Londres                            |
| 2012    | The Duchess of Malfi       | The Duchess    | Old Vic, Londres                                        |
| 2013    | Macbeth                    | Diretora       | Shakespeare's Globe, Londres                            |
| 2014    | Antony and Cleopatra       | Cleopatra      | Shakespeare's Globe, Londres                            |
| 2015    | Old Times                  | Anna           | American Airlines Theatre, Broadway                     |
| 2017    | Love in Idleness           | Olivia Brown   | Menier Chocolate Factory, Apollo Theatre, Londres       |
| 2017    | A Woman of No Importance   | Sra. Arbuthnot | Vaudeville, Londres                                     |

## Prêmios e indicações
| Ano  | Prêmio                        | Categoria                                       | Trabalho                   | Resultado |
| ---- | ----------------------------- | ----------------------------------------------- | -------------------------- | --------- |
| 1999 | Evening Standard Award        | Prêmio Milton Shulman de Estreante              | 'Tis Pity She's a Whore    | Venceu    |
| 1999 | Critics' Circle Theatre Award | Prêmio Jack Tinker para o novato mais promissor | 'Tis Pity She's a Whore    | Venceu    |
| 2003 | Critics' Circle Theatre Award | Melhor atriz                                    | Mourning Becomes Electra   | Venceu    |
| 2005 | Critics' Circle Theatre Award | Melhor atriz                                    | Hedda Gabler               | Venceu    |
| 2006 | Laurence Olivier Award        | Melhor atriz                                    | Hedda Gabler               | Venceu    |
| 2007 | Drama Desk Award              | Atriz proeminente em uma peça                   | A Moon for the Misbegotten | Venceu    |
| 2007 | Laurence Olivier Award        | Melhor atriz                                    | A Moon for the Misbegotten | Indicado  |
| 2007 | Tony Award                    | Melhor atriz                                    | A Moon for the Misbegotten | Indicado  |
| 2008 | Tony Award                    | Melhor atriz                                    | The Homecoming             | Indicado  |